# IC 518
IC 518 ist ein nichtexistentes Objekt im Sternbild Hydra südlich der Ekliptik im Index-Katalog, welches von dem französischen Astronomen Guillaume Bigourdan am 15. März 1890 fälschlicherweise als IC-Objekt beschrieben wurde.